# Come tu mi vuoi (film 1932)
Come tu mi vuoi (As You Desire Me) è un film del 1932 diretto da George Fitzmaurice, tratto dall'omonimo dramma di Luigi Pirandello.

## Trama
A Budapest Zara è corteggiata da molti uomini ma lei vive con il romanziere Carl Salter. Un giorno si presenta Tony che afferma di conoscere la donna con il nome di Maria e che la stessa è la moglie del suo migliore amico Bruno, vittima di amnesia a causa della guerra.
Zara pur non ricordando nulla parte con Tony, lasciando sgomento Carl Salter.
Bruno accoglie la donna nella sua tenuta, cercando di farle ritrovare i ricordi del passato ma senza successo.
Ad un certo punto Salter dice di aver trovato una donna a Trieste che potrebbe essere la vera Maria. Tutti allora sono alla ricerca disperata della verità.

## Produzione
Prodotto da Metro-Goldwyn-Mayer, il film è stato girato negli studios della compagnia, al 10202 di W. Washington Blvd., a Culver City.
Si tratta dell'unico film in cui Greta Garbo appare con i capelli biondo platino. Avendo una durata di soli 70 minuti è anche il film più corto fra quelli interpretati dalla "divina".

## Distribuzione
Distribuito dalla Metro-Goldwyn-Mayer (MGM), il film è uscito nelle sale cinematografiche statunitensi il 28 maggio 1932.

## Premi e riconoscimenti
Nel 1932 il film è stato indicato tra i migliori dieci film dell'anno dal National Board of Review of Motion Pictures.